# Simeon Glunder
Simeon Glunder is een granman van de Aluku's, een gaan-lo (marronstam) langs de grens van de Lawarivier in het zuiden van Suriname en Frans-Guyana. Granman is de titel bij marronstammen aan Surinaamse zijde. Glunder heeft zijn contacten vooral met de Franse overheid.

## Biografie
Simeon Glunder werd geboren en getogen in het dorp Cottica in Zuidoost-Suriname aan de Lawarivier. Hij werkte onder meer voor de polikliniek van de Medische Zending en gaf zijn bijdragen aan zijn dorp.
Glunder werd op 9 oktober 2023 door de Surinaamse president Chan Santokhi in het Presidentiële Paleis beëdigd als granman van de Aluku's. Hij vormt met zijn kapiteins en hun basja's het traditionele gezag van zijn stam. Bij de installatie waren ook vicepresident Ronnie Brunswijk en Assembléevoorzitter Marinus Bee aanwezig. Glunder volgde Emanuel Jacobi op die in 2017 overleed.
De stam voert terug naar Boni als eerste leider. Hij overleed in 1793 en bleef zijn leven lang weigeren vrede te sluiten met de koloniale overheid. Om die reden vluchtten zij naar het zuiden en naar de andere kant van de Franse grens. Deze situatie is sindsdien zo gebleven. Omdat Cottica verstoken ligt van de rest van Suriname, gaan veel kinderen naar scholen aan de Franse zijde. Hierdoor hebben de Aluku's meer contact met de Franse dan de Surinaamse overheid. De residentie van Glunder staat dan ook in Maripasoula, dat aan de Franse zijde ligt.
Trio/Wayana (lijst) · 
Aluku (lijst) · 
Aukaners (lijst) · 
Kwinti (lijst) · 
Matawai (lijst) · 
Paramaccaners (lijst) · 
Saramaccaners (lijst)
politiek in Suriname · granman · kapitein · basja